# Bernard Petitbois
Bernard Petitbois (Francia, 19 de julio de 1954) es un atleta francés retirado especializado en la prueba de 60 m, en la que consiguió ser medallista de bronce europeo en pista cubierta en 1982.

## Carrera deportiva
En el Campeonato Europeo de Atletismo en Pista Cubierta de 1982 ganó la medalla de bronce en los 60 metros, con un tiempo de 6.66 segundos, tras el polaco Marian Woronin (oro con 6.61 segundos) y el búlgaro Valentin Atanasov.